# Nelson Chamisa
Nelson Chamisa (ur. 2 lutego 1978 w Masvingo) – zimbabweński polityk i pastor, w latach 2009–2013 minister informacji i komunikacji, od 14 lutego 2018 do 30 marca 2020 przewodniczący Ruchu na rzecz Demokratycznej Zmiany.

## Życiorys
Syn Alice i Sylvanusa Chamisów, urodzony 2 lutego 1978 w Masvingo. Ukończył studia w zakresie stosunków międzynarodowych oraz uzyskał licencjat w zakresie prawa na University of Zimbabwe. Posiada także wykształcenie teologiczne jako pastor. Zaangażował się w politykę, kiedy jako student politechniki w Harare był w latach 1998–2000 szefem samorządu. W 1999 roku wstąpił do organizacji pozarządowej National Constitutional Assembly, ale w tym samym roku odszedł z niej i współtworzył Ruch na rzecz Demokratycznej Zmiany (MDC). W latach 2000–2006 kierował młodzieżówką MDC.
W latach 2002–2003 należał do Międzynarodowej Unii Młodych Socjalistów. W 2003 roku w okręgu Kuwadzana East został wybrany najmłodszym deputowanym do zimbabweńskiego parlamentu, w którym zasiadał w komisjach transportu, prawnej i obrony. W latach 2005–2011 był rzecznikiem Ruchu na rzecz Demokratycznej Zmiany, natomiast w latach 2011–2014 kierował jego działem organizacyjnym. W 2007 roku został ciężko pobity przez rządowe bojówki na lotnisku w Harare, gdy przygotowywał się do wyjazdu do Belgii na szczyt UE z państwami pozaeuropejskimi. Chamisa był po tym zdarzeniu hospitalizowany z powodu popękanych kości czaszki. 
W latach 2009–2013 pełnił funkcję ministra informacji i komunikacji w rządzie jedności narodowej jako najmłodszy minister w historii kraju. W 2014 roku został sekretarzem działu polityczno-badawczego MDC. 14 lutego 2018, po śmierci Morgana Tsvangiraia, stanął tymczasowo na czele Ruchu na rzecz Demokratycznej Zmiany, a 1 marca tego samego roku został oficjalnie wybrany przewodniczącym partii.
W lipcu 2018 roku był kandydatem w wyborach prezydenckich, jednak nieznacznie przegrał w nich z prezydentem Mnangagwą. 24 sierpnia zimbabweński Sąd Najwyższy odrzucił pozew Chamisy o stwierdzenie nieważności wyborów, uznając że nie udowodnił on swoich zarzutów. Mimo to Chamisa zarzucił Mnangagwie fałszerstwa wyborcze i nie uznał jego prezydentury za legalną. W związku z tym odrzucił również ofertę rozmów z Mnangagwą o kryzysie ekonomicznym państwa.
30 marca 2020 Sąd Najwyższy Zimbabwe uznał, że kierownictwo Nelsona Chamisy w MDC, które objął on tymczasowo po śmierci Morgana Tsvangiraia, jest pozbawione podstaw formalnych, a zatem uznał je za niebyłe. Wyrok był efektem skargi członka MDC, należącego do frakcji skłóconej z Chamisą. W wyroku sąd nakazał przeprowadzenie wewnętrznych wyborów w ciągu 3 miesięcy, co pełnomocnik Chamisy uznał za próbę przejęcia przez rząd władzy nad największą partią opozycyjną. Krótko po orzeczeniu policja zapieczętowała siedzibę partii, by uniemożliwić Chamisie korzystanie z jej biur, a wkrótce potem kierownictwo objęła tymczasowa przewodnicząca Thokozani Khuphe – skłócona z Chamisą. Większość członków partii poparła Chamisę.